# NGC 1172
NGC 1172 è una galassia ellittica situata nella costellazione dell'Eridano, a una distanza di circa 65 milioni di anni luce dalla nostra Via Lattea.

## Scoperta
La galassia è stata scoperta il 30 dicembre 1785 dall'astronomo britannico di origine tedesca William Herschel.